# Ait Ouafqa
Ait Ouafqa  (in arabo أيت وافقا‎?) è un centro abitato e comune rurale del Marocco situato nella provincia di Tiznit, regione di Souss-Massa. Conta una popolazione di 4 210 abitanti (censimento 2014).